# Кен Шемрок
Кеннет Уейн Кілпатрік-Ненс (англ. Kenneth Wayne Kilpatrick-Nance; нар. 11 лютого 1964, Мейкон, Джорджія, США), більше відомий як Кен Шемрок, — американський спортсмен, професійний борець, спеціаліст зі змішаних бойових мистецтв (англ. MMA), реслер. Чемпіон світу з панкратіону за версією Pancrase. Чемпіон зі змішаних єдиноборств за версією WMMAA. Інтернаціональний чемпіон з реслінгу за версією WWF. Чемпіон супербоїв Абсолютного бійцівського чемпіонату (англ. UFC). Включений до Залу слави UFC.

## Біографія
Кен Шемрок народився 11 лютого 1964 року в Мейконі, штат Джорджія, США. Достеменно невідоме походження Кена та його справжнє прізвище (в різних джерелах вказується Кілпатрік або Ненс). Кен був сиротою, важким підлітком, злиденно мешкав у неблагонадійному районі міста Сьюзенвілль, штату Каліфорнія. В 1979 році за скоєння дрібного злочину Кена було примусово віддано у спеціальну виправну установу, звідки він та ще кілька підлітків потрапили до каліфорнійського мецената і філантропа Роберта Шемрока, який займався перевихованням важких дітей з початку 70-х років. Боб Шемрок усиновив 15-річного Кена. Саме він напоумив Кена направити свою агресію в мирне русло — зайнятися спортом.
Кен обрав собі нове прізвище, на честь названого батька. Пішов в школу. Захопився атлетикою і єдиноборствами. В юнацькі роки, займаючись боротьбою, отримав тяжку травму — перелом хребта, і лікарі були переконані, що Кен більше не зможе займатися спортом. Вся його кар'єра є доказом протилежного.

### Кар'єра в реслінгу
Від вільної боротьби і фітнесу, якими Шемрок займався після закінчення школи, він приходить до реслінгу. За власним твердженням, кар'єру в реслінгу Кен почав, шукаючи нових вражень. З 1988 року постановочна боротьба стає для нього джерелом таких вражень.
Перших успіхів на театрально-бійцівський сцені Шемрок здобуває в Японії, виступаючи під егідою Всесвітньої федерації реслінгу (англ. UWF). Протягом багатьох років (з 1990 по 2009, з перервами) Кен виступає у виставах з реслінгу. Він співпрацює із такими організаціями як WWF, TNAW, SAPW, і досягає великого успіху, здобуваючи різноманітні титули і нагороди. Він стає чемпіоном з реслінгу за версіями перерахованих організацій.

### Кар'єра в змішаних бойових мистецтвах
В 1993 році Кен Шемрок розпочав кар'єру в змішаних єдиноборствах, дебютувавши у японській серії Pancrase, що була найпопулярнішою на той час організацією із гібридної боротьби та панкратіону. Провівши 14 боїв у цьому чемпіонаті і здолавши таких знаменитих бійців як Бас Руттен та Моріс Сміт, 17 грудня 1994 року Шемрок стає першим чемпіоном в історії Pancrase.
Наприкінці 1993 року, паралельно із змаганнями у Pancrase, Шемрок виступає на першому турнірі UFC, де в боротьбі за титул чемпіона турніру поступається Хойсу Ґрейсі. Ця поразка легендарному борцю дзюдзюцу стала для Шемрока першою в кар'єрі. Він неодноразово наголошував на необхідності реваншу із Ґрейсі, і врешті добився свого, виступивши проти бразильця у головному бою 5-го турніру UFC. Бій тривав безперервно 36 хвилин. Врешті, через неможливість жодного з бійців отримати явну перевагу над іншим, рефері оголосив нічию. Свій титул чемпіона UFC Шемрок здобуде за три місяці по тому в бою проти іншого знаменитого борця — Дена Северна. Йому ж він і програє цей титул через один рік, провівши два успішних захисти.
Протягом своєї подальшої кар'єри Шемрок виступав і в UFC (трилогія боїв проти Тіто Ортіза) і в PRIDE, здобувши ряд важливих перемог, але отримавши значну кількість поразок. За особливу звитягу і вклад у змішні єдиноборства Абсолютний бійцівський чемпіонат включив його до Залу слави.

### Тренерська діяльність

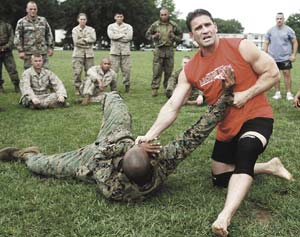
Кен Шемрок проводить семінар у корпусі морських піхотинців армії США.

В 1994 році Кен Шемрок заснував спортивну команду «Lion's Den», яка займалася і займається підготовкою бійців змішаного стилю. Ця організація стала піонером професійної підготовки бійців MMA. Під тренерським наглядом Кена Шемрока зростали майбутні чемпіони Джеррі Болендер, Гай Мезгер та Рой Нельсон, в його команді «Lion's Den» тренувалися чемпіони UFC Моріс Сміт, Олег Тактаров, Френк Шемрок.
У 2005 році Шемрок тренував одну із команд у третьому сезоні «Абсолютного бійця».

### Особисте життя
Кен Шемрок був двічі одружений. Разом з останньою дружиною, Тонею, він виховує сімох дітей: чотирьох від свого першого шлюбу і трьох — від першого шлюбу Тоні.
Молодший зведений брат Кена, Френк Шемрок, — чемпіон світу зі змішаних бойових мистецтв у напівважкій ваговій категорії за версіями UFC і Strikeforce.

## Статистика в змішаних бойових мистецтвах
| Результат | Противник             | Спосіб                               | Раунд | Час   | Дата              | Місце                                    | Подія                                     | Примітки                                                                   |
| --------- | --------------------- | ------------------------------------ | ----- | ----- | ----------------- | ---------------------------------------- | ----------------------------------------- | -------------------------------------------------------------------------- |
|           |                       |                                      |       |       |                   |                                          |                                           |                                                                            |
| Поразка   | Майк Бурк             | Технічний нокаут (травма)            | 2     |       | 25 листопада 2010 | Дурбан, Наталь, ПАР                      | Турнір «King of the Cage: Platinum»       |                                                                            |
| Перемога  | Джонатан Айві         | Рішення суддів (одностайне)          | 3     | 5:00  | 16 жовтня 2010    | Лафайєт, Луїзіана, США                   | «USA MMA. Return of the Champions»        |                                                                            |
| Поразка   | Педро Хіззо           | Технічний нокаут (удари кулаками)    | 1     | 3:33  | 18 липня 2010     | Сідней, Новий Південний Уельс, Австралія | 2 турнір Impact FC                        |                                                                            |
| Перемога  | Росс Кліфтон          | Підкорення (больовий прийом на руку) | 1     | 1:00  | 13 лютого 2009    | Фресно, Каліфорнія, США                  | «WarGods: Valentine's Eve Massacre»       | Після бою в крові Шемрока були виявлені заборонені стимулюючі речовини.    |
| Поразка   | Роберт Беррі          | Технічний нокаут (удари кулаками)    | 1     | 3:26  | 8 березня 2008    | Лондон, Англія, ВБ                       | 25 етап Cage Rage                         |                                                                            |
| Поразка   | Тіто Ортіз            | Нокаут (удари кулаками)              | 1     | 2:23  | 10 жовтня 2006    | Голлівуд, Флорида, США                   | «Ortiz vs. Shamrock 3: The Final Chapter» |                                                                            |
| Поразка   | Тіто Ортіз            | Технічний нокаут (удари ліктями)     | 1     | 1:18  | 8 липня 2006      | Лас-Вегас, Невада, США                   | 61 етап UFC                               |                                                                            |
| Поразка   | Казуші Сакураба       | Нокаут (удар кулаком)                | 1     | 2:27  | 23 жовтня 2005    | Сайтама, Японія                          | 30 етап PRIDE                             |                                                                            |
| Поразка   | Річ Франклін          | Технічний нокаут (удари кулаками)    | 1     | 2:42  | 9 квітня 2005     | Лас-Вегас, Невада, США                   | Турнір UFC «The Ultimate Fighter 1»       |                                                                            |
| Перемога  | Кімо Леопольдо        | Технічний нокаут (удари коліньми)    | 1     | 1:26  | 19 червня 2004    | Лас-Вегас, Невада, США                   | 48 етап UFC                               |                                                                            |
| Поразка   | Тіто Ортіз            | Технічний нокаут (рішення лікаря)    | 3     | 5:00  | 22 листопада 2002 | Атлантик-Сіті, Нью-Джерсі, США           | 40 етап UFC                               | Бій за титул чемпіона у напівважкій ваговій категорії.                     |
| Поразка   | Дон Фрай              | Рішення суддів (роздільне)           | 3     | 5:00  | 24 лютого 2002    | Сайтама, Японія                          | 19 етап PRIDE                             |                                                                            |
| Перемога  | Сем Едкінс            | Підкорення (больовий прийом на руку) | 1     | 1:26  | 10 серпня 2001    | Атлантик-Сіті, Нью-Джерсі, США           | 1 турнір WMMAA                            | Виграв титул чемпіона WMMAA.                                               |
| Поразка   | Казуюкі Фуджита       | Технічний нокаут (рішення кутового)  | 1     | 6:46  | 27 серпня 2000    | Сайтама, Японія                          | 10 етап PRIDE                             |                                                                            |
| Перемога  | Александер Оцука      | Технічний нокаут (удари руками)      | 1     | 9:43  | 1 травня 2000     | Токіо, Японія                            | Гран-прі PRIDE (фінал)                    | Головний бій турніру.                                                      |
| Перемога  | Браян Джонстон        | Підкорення (удушення рукою)          | 1     | 5:48  | 7 грудня 1996     | Бірмінгем, Алабама, США                  | Турнір UFC «The Ultimate Ultimate 2»      |                                                                            |
| Поразка   | Ден Северн            | Рішення суддів (роздільне)           | 1     | 30:00 | 17 травня 1996    | Баффало, Мічиган, США                    | 9 турнір UFC                              | Втратив титул чемпіона супербоїв.                                          |
| Перемога  | Кімо Леопольдо        | Підкорення (больовий прийом на руку) | 1     | 4:24  | 16 лютого 1996    | Сан-Хуан, Пуерто-Рико                    | 8 турнір UFC                              | Захистив титул чемпіона супербоїв.                                         |
| Перемога  | Йошікі Такахаші       | Рішення суддів                       | 1     | 20:00 | 28 січня 1996     | Йокогама, Японія                         | Турнір Pancrase                           |                                                                            |
| Перемога  | Кацуомі Янаґакі       | Підкорення (удушення руками)         | 1     | 3:19  | 14 грудня 1995    | Саппоро, Японія                          | Турнір Pancrase                           |                                                                            |
| Нічия     | Олег Тактаров         | Припинення змагання                  | 1     | 33:00 | 8 вересня 1995    | Баффало, Нью-Йорк, США                   | 7 турнір UFC                              | Захистив титул чемпіона супербоїв. Бій проходив без залучення суддів.      |
| Перемога  | Леррі Пападопуло      | Підкорення (больовий прийом на ногу) | 1     | 2:18  | 22 липня 1995     | Токіо, Японія                            | Турнір Pancrase                           |                                                                            |
| Перемога  | Ден Северн            | Підкорення (удушення руками)         | 1     | 2:14  | 14 липня 1995     | Каспер, Вайомінг, США                    | 6 турнір UFC                              | Виграв титул чемпіона супербоїв.                                           |
| Поразка   | Мінору Сузукі         | Підкорення (больовий прийом на ногу) | 1     | 2:14  | 13 травня 1995    | Ураясу, Японія                           | Турнір Pancrase                           | Втратив титул чемпіона.                                                    |
| Нічия     | Хойс Ґрейсі           | Припинення змагання                  | 1     | 36:00 | 7 квітня 1995     | Шарлот, Північна Кароліна, США           | 5 турнір UFC                              | Бій проходив без залучення суддів.                                         |
| Перемога  | Бас Руттен            | Підкорення (больовий прийом на ногу) | 1     | 1:01  | 10 березня 1995   | Йокогама, Японія                         | Турнір Pancrase                           | Захистив титул чемпіона.                                                   |
| Перемога  | Леон Діджик           | Підкорення (больовий прийом на ногу) | 1     | 4:45  | 26 січня 1995     | Наґоя, Японія                            | Турнір Pancrase                           |                                                                            |
| Перемога  | Манабу Ямата          | Рішення суддів (одностайне)          | 1     | 30:00 | 17 грудня 1994    | Токіо, Японія                            | Турнір «King of Pancrase» (2 етап)        | Виграв титул чемпіона. Нагороджений титулом «King of Pancrase».            |
| Перемога  | Масакацу Фунакі       | Підкорення (удушення руками)         | 1     | 5:50  | 17 грудня 1994    | Токіо, Японія                            | Турнір «King of Pancrase» (2 етап)        |                                                                            |
| Перемога  | Моріс Сміт            | Підкорення (удушення руками)         | 1     | 4:23  | 16 грудня 1994    | Токіо, Японія                            | Турнір «King of Pancrase» (1 етап)        |                                                                            |
| Перемога  | Алекс Кук             | Підкорення (больовий прийом на ногу) | 1     | 1:31  | 16 грудня 1994    | Токіо, Японія                            | Турнір «King of Pancrase» (1 етап)        |                                                                            |
| Перемога  | Такаку Фуке           | Підкорення (удушення руками)         | 1     | 3:13  | 15 жовтня 1994    | Токіо, Японія                            | Турнір Pancrase                           |                                                                            |
| Перемога  | Фелікс Лі Мітчелл     | Підкорення (удушення руками)         | 1     | 4:34  | 9 вересня 1994    | Шарлот, Північна Кароліна, США           | 3 турнір UFC                              | Отримав травму під час бою і не брав участі у подальших змаганнях турніру. |
| Перемога  | Крістоф Ленінґер      | Підкорення (удари кулаками)          | 1     | 4:49  | 9 вересня 1994    | Шарлот, Північна Кароліна, США           | 3 турнір UFC                              |                                                                            |
| Поразка   | Масакацу Фунакі       | Підкорення (удушення руками)         | 1     | 2:30  | 1 вересня 1994    | Осака, Японія                            | Турнір Pancrase                           |                                                                            |
| Перемога  | Бас Руттен            | Підкорення (удушення руками)         | 1     | 16:42 | 26 липня 1994     | Токіо, Японія                            | Турнір Pancrase                           |                                                                            |
| Перемога  | Метт Х'юм             | Підкорення (больовий прийом на руку) | 1     | 5:50  | 6 липня 1994      | Амагасакі, Японія                        | Турнір Pancrase                           |                                                                            |
| Перемога  | Ріуші Янагісава       | Підкорення (больовий прийом на ногу) | 1     | 7:30  | 21 квітня 1994    | Осака, Японія                            | Турнір Pancrase                           |                                                                            |
| Поразка   | Мінору Сузукі         | Підкорення (больовий прийом на ногу) | 1     | 7:37  | 19 січня 1994     | Йокогама, Японія                         | Турнір Pancrase                           |                                                                            |
| Перемога  | Андре Ван Ден Отелаар | Підкорення (больовий прийом на ногу) | 1     | 1:04  | 8 грудня 1993     | Хаката, Японія                           | Турнір Pancrase                           |                                                                            |
| Поразка   | Хойс Ґрейсі           | Підкорення (удушення курткою)        | 1     | 0:57  | 12 листопада 1993 | Денвер, Колорадо, США                    | 1 турнір UFC                              |                                                                            |
| Перемога  | Патрік Сміт           | Підкорення (больовий прийом на ногу) | 1     | 1:49  | 12 листопада 1993 | Денвер, Колорадо, США                    | 1 турнір UFC                              |                                                                            |
| Перемога  | Такаку Фуке           | Підкорення (удушення руками)         | 1     | 0:44  | 8 листопада 1993  | Кобе, Японія                             | Турнір Pancrase                           |                                                                            |
| Перемога  | Казуо Такахаші        | Підкорення (больовий прийом на ногу) | 1     | 12:23 | 14 жовтня 1993    | Наґоя, Японія                            | Турнір Pancrase                           |                                                                            |
| Перемога  | Масакацу Фунакі       | Підкорення (удушення руками)         | 1     | 6:15  | 21 вересня 1993   | Ураясу, Японія                           | Турнір Pancrase                           |                                                                            |